# Wily Mo Peña
Pour les articles homonymes, voir Peña (homonymie).
Wily Modesto Peña (né le 23 janvier 1982 à Laguna Salada (en), Valverde, République dominicaine) est un voltigeur de baseball qui joue pour les Tohoku Rakuten Golden Eagles de la Ligue Pacifique du Japon.
Il a évolué dans les Ligues majeures de baseball de 2002 à 2008, puis pour quelques matchs additionnels en 2011. Sa carrière se déroule au Japon depuis 2012.

## Ligue majeure de baseball

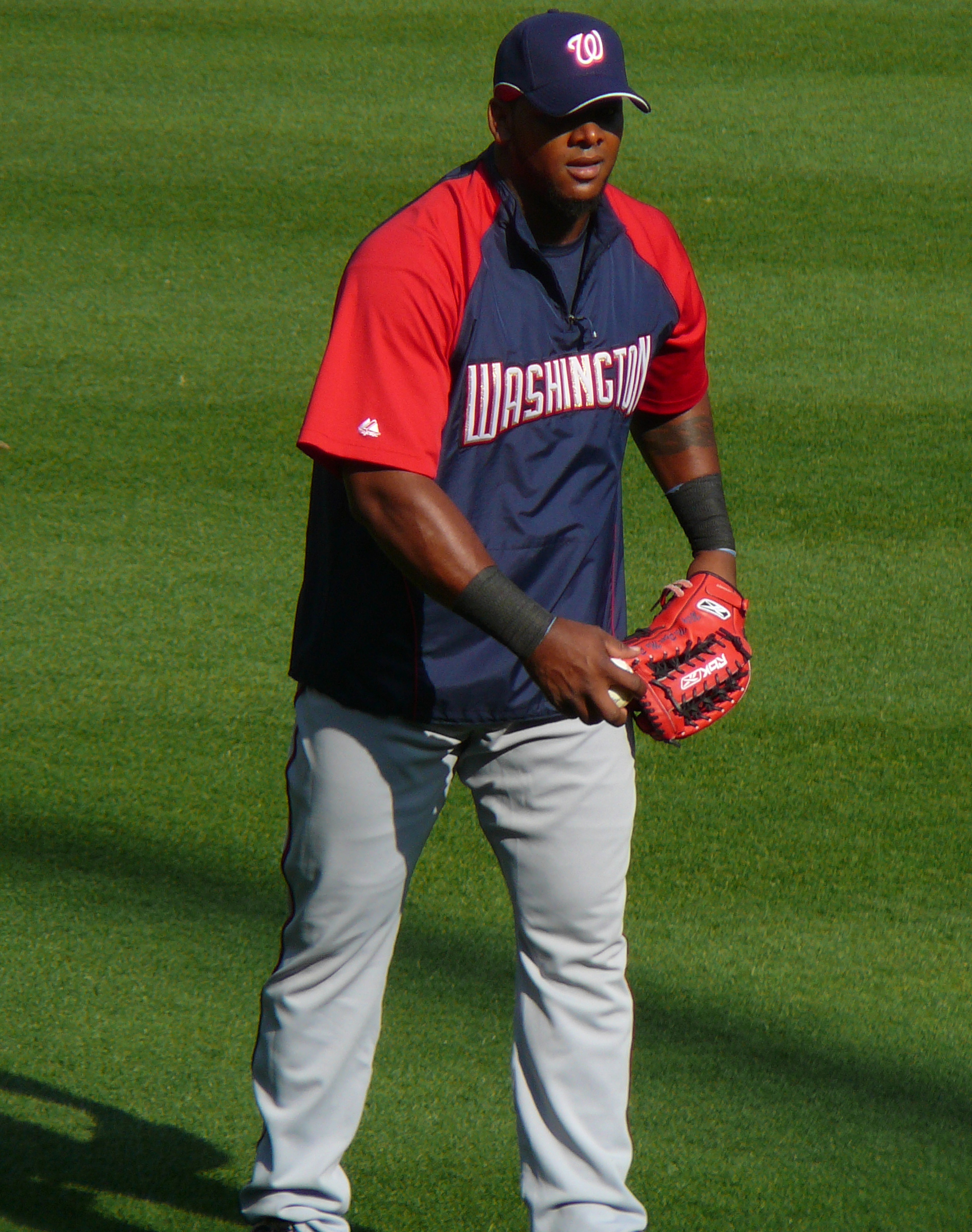
Peña en 2008 avec les Nationals de Washington.

Wily Mo Peña signe officiellement son premier contrat professionnel en 1999 avec les Yankees de New York, après que le baseball majeur ait annulé les contrats, jugés illégaux, que les Mets de New York et les Marlins de la Floride avaient fait signer à l'adolescent dominicain. Malgré le potentiel démontré en ligues mineures, Peña est échangé le 21 mars 2001, avant d'avoir atteint les majeures. Les Yankees le cèdent aux Reds de Cincinnati en retour de deux joueurs : le voltigeur Michael Coleman et le troisième but Drew Henson. Peña débute dans les majeures avec Cincinnati le 10 septembre 2002. Il est le plus jeune joueur de la ligue à ce moment. Il joue pour les Reds jusqu'à la fin de la saison 2005, démontrant les qualités associées à un frappeur de puissance : beaucoup de coups de circuit, mais aussi beaucoup de retraits sur des prises. En 2004, il claque un record personnel de 26 circuits, et compte 66 points produits, mais est aussi retiré sur trois prises en 108 occasions. L'année suivante, sa dernière chez les Reds, il enchaîne avec 19 circuits mais est retiré au bâton 116 fois.
Le 20 mars 2006, il est transféré aux Red Sox de Boston en retour du lanceur Bronson Arroyo. Il maintient une moyenne au bâton de ,301 pour Boston en 2006 avec 11 circuits et 42 points produits en seulement 84 matchs. En 2007, il ne frappe cependant que pour ,218 avec cinq circuits en 73 matchs lorsque les Red Sox l'échangent aux Nationals de Washington contre le voltigeur Chris Carter.
Peña termine la saison 2007 avec Washington puis, la saison suivante, il affiche une faible moyenne au bâton de ,205 en 64 parties. Au printemps 
En 2009, il s'aligne avec les Bisons de Buffalo, le club-école des Mets de New York dans la Ligue internationale. Après avoir signé comme agent libre un contrat chez les Padres de San Diego, il passe toute l'année 2010 avec leur formation des ligues mineures dans la Ligue de la côte du Pacifique, à Portland, sans revenir dans les majeures.
Il signe une entente des ligues mineures avec les Diamondbacks de l'Arizona le 5 décembre 2010 et participe à leur entraînement de printemps en 2011. Après avoir amorcé l'année dans les mineures, il est rappelé par Arizona et le 21 juin il joue son premier match dans les majeures depuis juillet 2008 chez les Nationals et obtient un coup de circuit dans la victoire d'Arizona sur Kansas City. Il ne dispute cependant que 17 parties pour les Diamondbacks et affiche une moyenne au bâton d'à peine ,196 lorsqu'il est libéré de son contrat le 24 juillet. Trois jours plus tard, il rejoint les Mariners de Seattle. Il apparaît dans 22 parties de cette équipe en 2011.

## Classique mondiale de baseball
Wily Mo Peña s'aligne avec l'équipe de République dominicaine à la Classique mondiale de baseball en 2006.

## Japon
En décembre 2011, Peña signe un contrat de deux ans avec les Fukuoka SoftBank Hawks de la Ligue Pacifique du Japon.
Il frappe 21 circuits et produit 76 points en 130 parties pour les Hawks en 2012. En 2013, des blessures le limitent à 55 parties et il ne claque qu'un seul circuit. En deux saisons pour les Hawks, sa moyenne au bâton s'élève à ,268 en 185 parties jouées avec 164 coups sûrs, 22 circuits, 92 points produits et une moyenne de puissance de ,445. Il joue parfois comme voltigeur, mais surtout comme frappeur désigné.
Il rejoint pour la saison 2014 les Orix Buffaloes.